# Leo Ide
Leo Edward Ide (Blankenberge, 1901–1979), ook bekend als Léon Ide, was een Belgisch architect.
Leo Edward Ide werd geboren op 5 februari 1901.
Ide vestigde zich in De Haan en bepaalde er in grote mate het architecturale interbellum-karakter van de badplaats.  Hij ontwierp vooral villa's in anglo-normandische en Vlaamse landelijke stijl. Sporadisch ontwierp hij ook in andere kustgemeenten zoals Bredene en Middelkerke.
In De Haan ontwierp hij de hotels "Astoria", "Joli Bois" en verbouwde ingrijpend in de jaren 1930 het in 1889 door Alfred Neirynck ontworpen "Grand Hotel du Coq-sur-mer". Voor de voormalige gemeente Klemskerke (sinds 1977 deelgemeente van De Haan) ontwierp hij in 1953 het gemeentehuis.

## Bouwwerken
Een kleine selectie uit de bouwwerken (in Vlaanderen) ontworpen door Leo Ide:

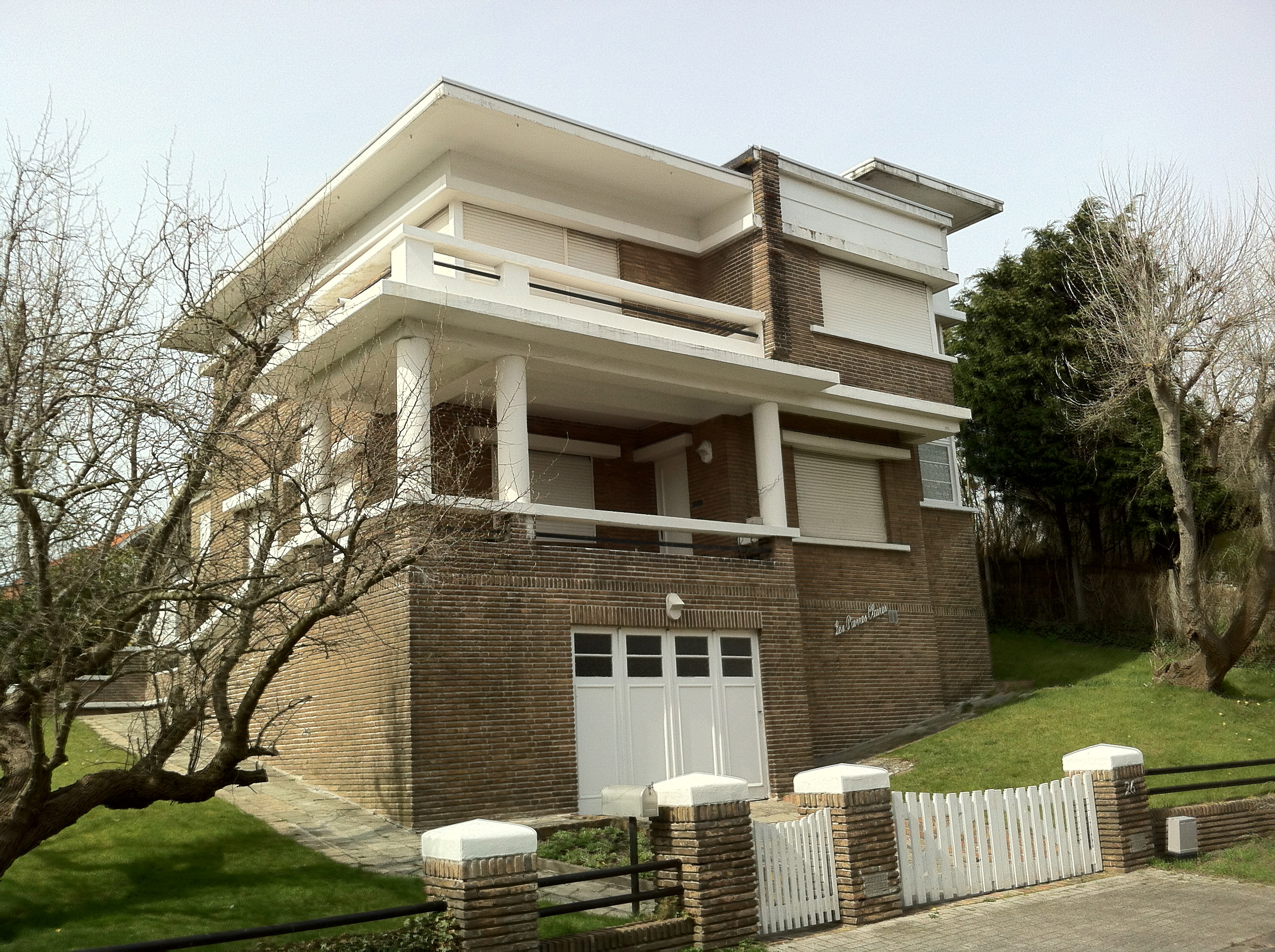
Gracialaan 26 in De Haan, West-Vlaanderen, België. Modernistische villa naar ontwerp van architect Léon Ide, gebouwd in 1933.

| Bouwwerk                                   | Adres                            | Plaats                                | Omschrijving                                                                                   |
| ------------------------------------------ | -------------------------------- | ------------------------------------- | ---------------------------------------------------------------------------------------------- |
| Modernistische villa                       | Gracialaan 26                    | De Haan                               | Modernistische villa gebouwd in 1933                                                           |
| Le Grand Hôtel du Coq-sur-Mer              | Leopoldlaan 24                   | Klemskerke (deelgemeente van De Haan) | Het voormalige Grand Hôtel du Coq-sur-Mer te Klemskerke (beschermd als monument).              |
| Twee villa's Qui si sana en La Sauvagine   | Duinenpad 1, Duinenpad 3         | De Haan                               | Dubbelvilla naar ontwerp uit 1951. Representatief voorbeeld van de regionalistische villabouw. |
| Villa Les Colibris                         | Prinses Josephinelaan 7          | De Haan                               | Ontwerp uit 1936. Bepleisterde en beschilderde baksteenbouw.                                   |
| Villa Taddy                                | Rubenslaan 13                    | De Haan                               | Witbeschilderde villa gebouwd in de regionalistische geïnspireerde stijl.                      |
| Gemeentehuis van Klemskerke                | Dorpsstraat 61                   | Klemskerke (deelgemeente van De Haan) | Voormalig gemeentehuis gebouwd in 1953.                                                        |
| Dubbelvilla La Provençale en La Balancelle | Rembrandtlaan 8, Rembrandtlaan 9 | De Haan                               | Interbellumvilla opgetrokken naar een uit 1936 in een regionalistische stijl.                  |
| Hotel Les Dunes                            | Leopoldplein 5, Leopoldplein 7   | De Haan                               | In 1957 verbouwd en verhoogd naar een ontwerp van Leo Ide.                                     |
| Villa Carpe Diem en bunker                 | Prins Karellaan 12               | De Haan                               | Villa uit de interbellumperiode.                                                               |
| Villa Avondster                            | Schillerlaan 5                   | De Haan                               | Villa gebouwd in de regionalistische, traditioneel landelijk geïnspireerde stijl.              |
| Hotel Auberge des Rois                     | Zeedijk-De Haan 1                | De Haan                               | Grote villa gebouwd in 1937 in de regionalistische stijl                                       |